# Walter Klöditz
Walter Klöditz (* 7. Dezember 1911 in Großenhain (Sachsen); † 25. Dezember 1994 in Braunschweig) war ein deutscher SPD-Politiker und von 1972 bis 1974 Oberbürgermeister von Braunschweig.

## Leben und Werk
Der gelernte Maler Klöditz trat 1927 in die SPD ein. Er legte 1930 die Gesellenprüfung, später die Meisterprüfung ab und gründete nach dem seit 1939 abgeleisteten Kriegsdienst im Jahre 1945 einen Malereibetrieb im sächsischen Meißen. Er ging 1947 nach Braunschweig, wo er eine neue Firma gründete.

### Braunschweiger Oberbürgermeister
In den Jahren 1956 bis 1976 war er Ratsherr der Stadt Braunschweig und von 1964 bis 1972 Zweiter Bürgermeister. Am 21. November 1972 wurde er zum Braunschweiger Oberbürgermeister gewählt. Das Amt trat er am 2. Juli 1974 an den CDU-Politiker Günter Jaenicke ab. Klöditz war von 1971 bis 1989 Kreisvorsitzender der Arbeiterwohlfahrt Braunschweig.
In seine Amtszeit als Oberbürgermeister fiel die Gebietsreform vom 1. März 1974, wobei 22 Orte in die Stadt Braunschweig eingemeindet wurden, nachdem am 28. Februar 1974 der seit 1832 bestehende Landkreis Braunschweig aufgelöst worden war. Die Stadt wuchs damit von 76,93 auf 192,02 km² Fläche und von 218.663 auf 270.609 Einwohner.
Klöditz starb 1994 in Braunschweig.